# Еша Деол
Еша Деол Тахтани (родена на 2 ноември 1981 г.) е индийска актриса, която участва предимно във филми на хинди. Дъщеря е на актьорите Дхармендра и Хема Малини. Прави своя актьорски дебют в Koi Mere Dil Se Poochhe (2002), който ѝ носи наградата Filmfare за най-добър женски дебют. След поредица от лошо приети филми тя играе една от главните дами в комерсиално успешните филми Dhoom (2004), Kaal (2005), Dus (2005) и No Entry (2005). Това е последвано от неуспех и временно прекъсване. Връща се към актьорството с уеб сериала Rudra: The Edge of Darkness през 2022 г.